# Poljana (żupania pożedzko-slawońska)
Poljana – wieś w Chorwacji, w żupanii pożedzko-slawońskiej, w mieście Lipik. W 2011 roku liczyła 547 mieszkańców.